# 熊本県道291号宮地岳今田線
熊本県道291号宮地岳今田線（くまもとけんどう291ごう みやじだけいまだせん）は、熊本県天草市を通る一般県道である。

## 概要

### 路線データ
- 起点：熊本県天草市宮地岳町（国道266号交点、熊本県道287号大宮地宮地岳線終点）
- 終点：熊本県天草市河浦町今田（熊本県道35号牛深天草線交点）

## 地理

### 通過する自治体
- 天草市

### 交差する道路
| 交差する道路                          | 交差する場所 | 交差する場所 |
| ------------------------------------- | ------------ | ------------ |
| 国道266号 熊本県道287号大宮地宮地岳線 | 宮地岳町     | 起点         |
| 熊本県道35号牛深天草線                | 河浦町今田   | 終点         |

### 沿線
- 道の駅宮地岳かかしの里（起点付近）
- 宮地岳屋内運動場